# LSWR G14 class
LSWR G14 Class — тип пассажирского паровоза с осевой формулой 2-3-0, спроектированный в 1908 году для экспресс-поездов Лондонской и Юго-Западной железной дороги Дугалдом Драммондом.

## История
Два неудачных паровоза 2-3-0 вынудили Драммонда вернуться к конструированию этого типа, потому что от паровозов 2-2-0 невозможно было бы добиться необходимых характеристик — скорости и соотношения мощности к весу. Предыдущие попытки — E14 class 1907 года и F13 class 1905-го — окончились снятием паровозов с пассажирской службы из-за того, что они не справлялись со своими задачами, расходовали много угля и воды и были трудоёмки в обслуживании.
Драммонд оставил четырёхцилиндровую машину, применил котёл насыщенного пара с рабочим давлением 175 фунтов на кв. дюйм (1210 килопаскалей), парораспределительный механизм Вальсхарта для внутренних и внешних цилиндров (в отличие от F13 class с механизмами Вальсхарта и Стефенсона одновременно, это привело и к уменьшению нагрузки на ось). Колёса были прикрыты большими общими брызговиками, что делало неудобным обслуживание паровоза. С паровозом использован драммондовский четырёхосный тендер типа watercart.

### Переделка Мансела
После 17 лет службы паровозов этого типа на главной и второстепенных линиях главный инженер Южной железной дороги Ричард Манселл счёл, что паровозы не вписываются в стандарты вновь созданной дороги и будут списаны Паровозы разобрали на запчасти, которые, возможно, были использованы при постройке партии N15 (King Arthur Class).

### Служба
Паровоз G14 был разработан для вождения экспрессов Солсбери—Эксетер, и был сочтён несколько лучше пригодным для этого, чем F13 и E14, но не был свободет от всех их недостатков, в том числе прожорливости.
Паровозы этого типа проработали в своём виде до списания в 1925 году, когда Ричард Манселл использовал номера и тендеры для новых N15 class паровозов собственной конструкции.
Ни один паровоз не сохранился.

## Окраска и нумерация
На LSWR G14 работали в пассажирской королевской зелёной ливрее LSWR с фиолетовыми и коричневыми краями филёнок и чёрными и белыми полосами. На бортах тендера были золотистые буквы LSWR.
После укрупнения железных дорог в 1923 году они перекрашивались в манселловскую, более тёмную версию зелёной ливреи LSWR с жёлтой надписью Southern на бортах тендера и такими же полосами.